# Laslo Pavlik
Laslo Pavlik (* 1939) ist ein ehemaliger Radrennfahrer aus dem früheren Jugoslawien und nationaler Meister im Radsport.

## Sportliche Laufbahn
1965 gewann er den Titel bei den jugoslawischen Meisterschaften im Straßenrennen vor Radoš Čubrić, nachdem er 1964 hinter Rudi Valenčič bereits Vize-Meister geworden war. 1966 belegte er den 3. Platz im Meisterschaftsrennen. 1969 konnte er eine Etappe der Bulgarien-Rundfahrt gewinnen.
In der Internationalen Friedensfahrt war er dreimal am Start. 1964 wurde er 36., 1965 54. und 1967 51. des Gesamtklassements. Er fuhr zweimal die Tour de l’Avenir und die Polen-Rundfahrt.